# Clyde, North Carolina
Clyde är en ort i Haywood County i delstaten North Carolina. Orten har fått sitt namn efter en järnvägsingenjör. Orten hade 1 223 invånare enligt 2010 års folkräkning.